# Рустам Тулаганов
Рустам Тулаганов (узб. Тулаганов Рустам Тулкин угли, нар. 8 жовтня 1991, Ташкент, Узбекистан) — узбецький боксер-любитель, що виступає у важкій ваговій категорії. Бронзовий призер Олімпійських ігор 2016 року. Учасник команди «Uzbek Tigers» у напівпрофесійній лізі WSB.

## Любительська кар'єра

### Чемпіонат світу 2013
- 1/32 фіналу: Переміг Девіда Лайта (Нова Зеландія) - 3-0
- 1/16 фіналу: Переміг Володимира Челеса (Молдова) - 3-0
- 1/8 фіналу: Переміг Антона Пінчука (Казахстан) - 2-1
- 1/4 фіналу: Програв Євгену Тищенко (Росія) - 0-3

### Чемпіонат світу 2015
- 1/8 фіналу: Переміг Давіда Нійка (Нова Зеландія) - 3-0
- 1/4 фіналу: Програв Ерісланді Савону (Куба) - 0-3

### Олімпійські ігри 2016
- 1/8 фіналу: Переміг Хуліо Сезара Кастільйо  (Еквадор) - 3-0
- 1/4 фіналу: Переміг Абдулкадира Абдуллаєва (Азербайджан) - 3-0
- 1/2 фіналу: Програв Євгену Тищенко (Росія) - 0-3